# Sony Music
Sony Music Entertainment (thường được biết đến với cái tên Sony Music, hoặc tên viết tắt, SME) là công ty toàn cầu đa quốc gia của Mỹ chuyên sản xuất các bài hát, đĩa đơn, thuộc hãng công nghệ Nhật Bản nổi tiếng là Sony, công ty mang tên gọi Sony từ 1991 và hiện hành từ 2008.

## Lịch sử hình thành

### 1929–1938: American Record Corporation
American Record Corporation (ARC) được thành lập vào năm 1929 thông qua sự hợp nhất của một số công ty thu âm. Công ty đã phát triển trong vài năm tiếp theo, mua lại các thương hiệu khác như Công ty máy quay đĩa Columbia, bao gồm cả Okeh Records công ty con, vào năm 1934.

### 1938–1970: Columbia Records / CBS
Năm 1938, ARC được mua lại bởi Hệ thống phát thanh Columbia (CBS) dưới sự hướng dẫn của giám đốc điều hành William S. Paley. Công ty sau đó được đổi tên thành Tổng công ty ghi âm Columbia, và lại thay đổi thành Columbia Records Inc. vào năm 1947. Edward Wallerstein, người từng là người đứng đầu Columbia Records từ cuối những năm 1930, đã giúp thành lập công ty như một công ty hàng đầu trong ngành công nghiệp thu âm bằng cách đi đầu trong việc giới thiệu thành công Bản ghi LP. Thành công của Columbia tiếp tục trong những năm 1950 với sự ra mắt của Hồ sơ sử thi năm 1953 và Bản ghi ngày tháng vào năm 1958. Đến năm 1962, đơn vị sản xuất Columbia Records đã vận hành bốn nhà máy trên khắp Hoa Kỳ đặt tại Los Angeles, California; Terre Haute, Indiana; Bridgeport, Connecticut; và Pitman, New Jersey.
Chi nhánh quốc tế của Columbia được thành lập vào năm 1962 với tên "CBS Records", vì công ty chỉ sở hữu quyền đối với tên Columbia ở Bắc Mỹ. Năm 1964, công ty bắt đầu mua lại các công ty thu âm ở các quốc gia khác cho đơn vị CBS Records International và thành lập trang phục phân phối của riêng mình tại Vương quốc Anh với việc mua lại Kỷ lục Oriole.
Đến năm 1966, Columbia được đổi tên thành CBS Records và là một đơn vị riêng biệt của công ty mẹ, CBS-Columbia Group. Vào tháng 3 năm 1968, CBS và Sony hình thành CBS / Sony Records, một liên doanh kinh doanh của Nhật Bản.

### 1971–1991: Nhóm thu âm CBS
Năm 1971, CBS Records được mở rộng thành "CBS Records Group" của riêng mình, với Clive Davis là phó chủ tịch hành chính và tổng giám đốc. Trong những năm 1980 đến đầu những năm 1990, công ty đã quản lý một số hãng thành công, bao gồm CBS Associated Records, những nghệ sĩ đã ký bao gồm Ozzy Osbourne, The Fabulous Thunderbirds, Dàn nhạc ánh sáng điện, Joan Jett và Henry Lee Summer. Năm 1983, CBS mở rộng hoạt động kinh doanh xuất bản âm nhạc của mình bằng cách mua lại chi nhánh xuất bản âm nhạc của MGM / UA Communications Co.. (CBS sau đó đã bán nhánh nhạc in cho Ảnh về Columbia.) Đến năm 1987, CBS là "lớn ba"Mạng truyền hình Mỹ có một công ty thu âm đồng sở hữu. Với việc Sony là một trong những nhà phát triển đằng sau phương tiện nghe nhạc kỹ thuật số đĩa compact, một đĩa compact Nhà máy sản xuất được xây dựng tại Nhật Bản theo liên doanh, cho phép CBS bắt đầu cung cấp một số bản phát hành đĩa compact đầu tiên cho thị trường Mỹ vào năm 1983.
Năm 1986, CBS bán bộ phận xuất bản âm nhạc của mình, CBS Songs, cho SBK Entertainment Vào ngày 17 tháng 11 năm 1987, Sony mua lại CBS Records với giá 2 tỷ đô la Mỹ. CBS Inc., bây giờ ViacomCBS, giữ quyền đối với tên CBS cho các bản ghi nhạc nhưng đã cấp cho Sony giấy phép tạm thời để sử dụng tên CBS. Việc mua bán hoàn tất vào ngày 5 tháng 1 năm 1988. CBS Corporation thành lập một mới Hồ sơ CBS vào năm 2006, được Sony phân phối thông qua ĐỎ công ty con.
Năm 1989, CBS Records tham gia lại lĩnh vực kinh doanh xuất bản âm nhạc bằng cách mua lại Nashville có trụ sở Tree International Publishing.

### 1991–2004: Sự ra đời của Sony Music Entertainment
Sony đổi tên công ty thu âm Sony Music Entertainment (SME) vào ngày 1 tháng 1 năm 1991, đáp ứng các điều khoản đặt ra trong thương vụ mua lại năm 1988, chỉ cấp giấy phép chuyển tiếp cho nhãn hiệu CBS. Nhãn CBS Associated đã được đổi tên thành Epic Associated. Cũng vào ngày 1 tháng 1 năm 1991, để thay thế nhãn CBS, Sony đã giới thiệu lại hãng thu âm Columbia trên toàn thế giới, mà trước đây nó chỉ nắm giữ ở Hoa Kỳ và Canada, sau khi có được quyền quốc tế đối với nhãn hiệu từ EMI vào năm 1990. Nhật Bản là quốc gia duy nhất mà Sony không có quyền đối với tên Columbia vì nó được kiểm soát bởi Nippon Columbia, một công ty không liên quan. Vì vậy, Sony Music Entertainment Japan vấn đề nhãn dưới Bản ghi Sony. Nhãn hiệu Columbia Records's chủ bản quyền ở Tây Ban Nha là Bertelsmann Music Group, Đức, Sony Music sau đó đã thành lập sau khi sáp nhập năm 2004 và mua lại năm 2008 sau đó. Năm 1995, Sony và Michael Jackson thành lập một liên doanh hợp nhất hoạt động xuất bản âm nhạc của Sony với ATV Music của Jackson để hình thành Sony / ATV Music Publishing.

### 2004–2008: Sony BMG: Liên doanh với Bertelsmann
Vào tháng 8 năm 2004, Sony đã liên doanh với một đối tác bình đẳng Bertelsmann, bằng cách hợp nhất Sony Music và Bertelsmann Music Group, Đức, để thành lập Sony BMG Music Entertainment. Tuy nhiên Sony vẫn tiếp tục hoạt động Sony Music Entertainment Japan độc lập với Sony BMG trong khi BMG Nhật Bản là một phần của việc sáp nhập.
Việc sáp nhập đã đưa các nhãn hiệu chị em của Columbia và Epic thành RCA Records, công ty từng thuộc sở hữu của đối thủ CBS, NBC. Nó cũng bắt đầu quá trình đưa BMG Hồ sơ Arista trở lại sở hữu chung với cha mẹ cũ của nó Ảnh về Columbia, một bộ phận của Sony từ năm 1989, và cũng đưa người sáng lập Arista, Clive Davis trở lại hoạt động. Tính đến năm 2017, Davis vẫn làm việc với Sony Music với tư cách là giám đốc sáng tạo.

### 2008 – nay: Sony Music Entertainment và tái cấu trúc
Vào ngày 5 tháng 8 năm 2008, Tập đoàn Sony của Mỹ (SCA) và Bertelsmann thông báo rằng Sony đã đồng ý mua lại 50% cổ phần của Bertelsmann trong Sony BMG. Công ty hoàn tất việc mua lại vào ngày 1 tháng 10 năm 2008. Vào ngày 1 tháng 7 năm 2009, SME và IODA đã công bố quan hệ đối tác chiến lược nhằm tận dụng mạng lưới phân phối bán lẻ trực tuyến trên toàn thế giới và các công nghệ bổ sung để hỗ trợ các hãng độc lập và chủ sở hữu bản quyền âm nhạc. Vào tháng 3 năm 2010, Sony Corp hợp tác với The Michael Jackson Company trong một hợp đồng trị giá hơn 250 triệu đô la, hợp đồng lớn nhất trong lịch sử âm nhạc được ghi lại.
Doug Morris, người đứng đầu Warner Music Group, và sau đó Nhạc phổ thông, trở thành chủ tịch và giám đốc điều hành của Sony Music Entertainment vào ngày 1 tháng 7 năm 2011. Sony Music đã trải qua quá trình tái cấu trúc khi Morris đến; với một số nghệ sĩ chuyển đổi nhãn trong khi các nhãn khác đã đóng cửa hoàn toàn.
Vào tháng 6 năm 2012, một tập đoàn do Sony / ATV mua EMI Music Publishing, đưa Sony / ATV trở thành nhà xuất bản âm nhạc lớn nhất thế giới vào thời điểm đó.
Vào tháng 7 năm 2014, Sony Music đã bán Những cô em gái nhỏ trong ngôi nhà nghèo cho người già xây dựng trong Nashville, Tennessee đến Đại học Vanderbilt với giá 12,1 triệu đô la.
Rob Stringer trở thành Giám đốc điều hành của Sony Music Entertainment vào ngày 1 tháng 4 năm 2017. Trước đây ông từng là Chủ tịch và Giám đốc điều hành của Columbia Records.
Sony đã trải qua một số thay đổi với các nhãn quốc tế của mình. Vào tháng 3 năm 2012, Sony Music được cho là đã đóng cửa Philippines văn phòng do ăn cắp bản quyền, khiến nó chuyển việc phân phối SME ở Philippines sang Ivory Music, cho đến năm 2018 khi SME tiếp tục hoạt động tại Philippines. Vào tháng 7 năm 2013, Sony Music rút khỏi thị trường Hy Lạp do khủng hoảng kinh tế. Các album do Sony Music phát hành tại Hy Lạp của các nghệ sĩ trong và ngoài nước sau đó sẽ được thực hiện bởi Feelgood Records.
Vào tháng 6 năm 2017, Sony đã thông báo rằng vào tháng 3 năm 2018, hãng sẽ sản xuất bản ghi vinyl trong nhà lần đầu tiên kể từ khi ngừng sản xuất vào năm 1989. Báo cáo quyết định, BBC lưu ý rằng, "Động thái của Sony diễn ra một vài tháng sau khi họ trang bị cho studio Tokyo của mình một máy tiện cắt, được sử dụng để sản xuất đĩa chính cần thiết cho sản xuất đĩa vinyl" nhưng nói thêm rằng "Sony thậm chí còn đang đấu tranh để tìm kiếm các kỹ sư lớn tuổi biết cách chế tạo Hồ sơ".
Vào ngày 5 tháng 2 năm 2019, một nhóm các nhạc sĩ từ những năm 1970 bao gồm David Johansen và John Waite đệ đơn kiện cáo buộc Sony Music Entertainment và UMG Recordings, Inc. từ chối không cho phép họ đòi lại quyền đối với các bài hát mà họ đã ký trước đó trong sự nghiệp của họ. Vụ kiện trích dẫn luật bản quyền của Hoa Kỳ, luật này cho phép các nghệ sĩ trước đây đã mặc cả quyền của họ theo các điều khoản bất lợi có cơ hội đòi lại các quyền đó bằng cách gửi thông báo chấm dứt sau 35 năm. Các nguyên đơn cho rằng Sony và UMG đã “bỏ qua hàng trăm thông báo một cách thường xuyên và có hệ thống”, cho rằng các bản ghi âm là “tác phẩm được làm cho thuê” và do đó không bị đòi lại.

## Tranh cãi

### Cố định giá CD
Từ năm 1995 đến năm 2000, các công ty âm nhạc bị phát hiện đã sử dụng các thỏa thuận tiếp thị bất hợp pháp như giá quảng cáo tối thiểu để tăng giá giả tạo của đĩa compact. Điều này được thực hiện để chấm dứt cuộc chiến về giá vào đầu những năm 1990 giữa các công ty giảm giá như Mua tốt nhất và tập đoàn Target. Một thỏa thuận đã đạt được vào năm 2002 bao gồm các nhà xuất bản và phân phối nhạc Sony Music, Warner Music Group, Bertelsmann Music Group, EMI và Universal Music Group. Thay thế cho ấn định giá, họ đồng ý nộp phạt 67,4 triệu USD và phân phối 75,7 triệu USD đĩa CD cho các nhóm công cộng và phi lợi nhuận nhưng không thừa nhận hành vi sai trái.Người ta ước tính rằng khách hàng đã bị tính phí tổng cộng gần 500 triệu đô la và lên đến 5 đô la cho mỗi album.

### Michael Jackson và Tommy Mottola
Việc phát hành Invincible trước đó là tranh chấp giữa Michael Jackson và Sony Music Entertainment. Jackson đã mong đợi các giấy phép cho những người làm chủ các album của anh ấy sẽ được chuyển lại cho anh ấy vào khoảng đầu những năm 2000, sau đó anh ấy sẽ có thể quảng bá tài liệu theo cách anh ấy hài lòng và giữ lợi nhuận; tuy nhiên, các điều khoản trong hợp đồng đặt ngày hoàn nguyên trong tương lai. Jackson phát hiện ra rằng luật sư đại diện cho anh ta trong thỏa thuận cũng đã đại diện cho Sony. Anh cũng lo ngại rằng trong nhiều năm Sony đã gây áp lực buộc anh phải bán cổ phần của mình trong liên doanh danh mục âm nhạc; anh ấy lo sợ rằng Sony có thể đã xung đột lợi ích, vì nếu sự nghiệp của Jackson thất bại, anh ấy sẽ phải bán cổ phần trong danh mục với giá rẻ mạt.Jackson đã tìm cách rút khỏi hợp đồng sớm.
Vào tháng 7 năm 2002, Jackson cáo buộc rằng chủ tịch Sony Music lúc bấy giờ Tommy Mottola là một "ác quỷ" và "phân biệt chủng tộc", người không ủng hộ các nghệ sĩ người Mỹ gốc Phi của mình, sử dụng họ chỉ vì lợi ích của mình. Anh ta tố rằng Mottola đã gọi cho đồng nghiệp của anh ta Irv Gotti một "chất béo nigger". Sony từ chối gia hạn hợp đồng của Jackson và tuyên bố rằng 25 triệu đô-la chiến dịch quảng cáo đã thất bại vì Jackson từ chối lưu diễn ở Hoa Kỳ.

### Truy tố vi phạm bản quyền
Vào tháng 5 năm 2012, Sony Music đã đệ đơn cáo buộc trang web IsoHunt. Các yêu cầu của nguyên đơn trong tài liệu tòa án được nộp tại Tòa án tối cao British Columbia đọc: "Các trang web IsoHunt đã được thiết kế và được điều hành bởi các bị đơn với mục đích duy nhất là thu lợi từ việc vi phạm bản quyền tràn lan mà các bị đơn tích cực khuyến khích, quảng bá, ủy quyền, xúi giục, hỗ trợ, tiếp tay, đóng góp vật chất và thu lợi từ thương mại." Vào tháng 2 năm 2016, trong một vụ kiện được đệ trình lên tòa án liên bang California, Sony Music Entertainment và các thương hiệu liên kết của nó (Arista Records và LaFace Records, trước đây thuộc sở hữu của Bertelsmann) bị cáo buộc tập hợp đài phát thanh Bỉ Radionomy (thuộc sở hữu của công ty mẹ Universal Music Group Vivendi) vi phạm bản quyền.

### Tẩy chay năm 2016
Vào tháng 2 năm 2016, 100.000 người đã ký vào một bản kiến nghị trực tuyến trong vòng chưa đầy 24 giờ, kêu gọi tẩy chay Sony Music và tất cả các doanh nghiệp liên kết khác của Sony sau những cáo buộc hiếp dâm đối với nhà sản xuất âm nhạc. Dr. Luke được thực hiện bởi nghệ sĩ âm nhạc Kesha. Kesha hỏi một tòa án Tối cao Thành phố New York để giải phóng cô ấy khỏi hợp đồng với Sony Music nhưng tòa án đã từ chối yêu cầu, khiến công chúng và phương tiện truyền thông phản ứng rộng rãi.

Lô-gô BMG

## Nghệ sĩ đáng chú ý
- 2AM
- 2PM
- 72 (SM Japan/Sony Music Associated)[3]
- 9nine
- Access
- Aco
- Aimer
- AKB48 (2006–2008)
- Aki Toyosaki
- Ami Suzuki (1998–2001)
- An Cafe
- Angela Aki
- Aoi Eir
- Aqua Timez
- Asian Kung-Fu Generation
- Automatic Loveletter
- Ayahi Takagaki
- Beat Crusaders
- Boom Boom Satellites
- The Brilliant Green
- Buckethead
- Chai
- Chara (1990–2004, 2012–nay)
- Chemistry
- Chiaki Kuriyama
- Cinder Road
- ClariS
- Cool Joke
- Crystal Kay (1999–2011)
- Dancing Dolls[4]
- Debbie Gibson[5]
- Depapepe
- Denki Groove
- Dir En Grey
- Does
- Dreamcatcher
- ecosystem
- EGOIST
- Eric Martin[6]
- Fight Like Apes
- Flow
- Galileo Galilei
- GARNiDELiA
- GOT7
- gr8 Jani!
- Halcali
- Hajime Chitose
- Haruka Tomatsu
- Harumi Tsuyuzaki
- HIMEKA
- Hinatazaka46
- Home Made Kazoku
- Hyde
- I Am Ghost
- LiSA
- I WiSH
- Ikimono Gakari
- Ikue Ōtani
- Jasmine
- Jewel (J☆Dee'Z)
- Jinn
- Joe Inoue
- ItsLordJoshua
- Jay Sean
- JUDY AND MARY
- June
- JY
- K
- Kalafina
- Kana Hanazawa
- Kana Nishino
- Kelun
- Ken Hirai
- Keyakizaka46
- Kotaro Oshio
- Kung Faux
- Kuroneko Chelsea
- LAMA
- L'Arc-en-Ciel
- Led Zepagain
- Little by Little
- Ling tosite Sigure
- Loick Essien
- LONG SHOT PARTY
- Luna Haruna
- Maboroshi
- Mai Hoshimura
- MAN WITH A MISSION
- Masahiko Kondō
- Masakazu Morita
- Mayu Watanabe
- MBLAQ
- Meisa Kuroki
- MiChi
- Michael Jackson (1964-2009)
- Miho Fukuhara
- Mika Nakashima
- milet
- Miliyah Kato
- Minako Kotobuki
- Minami Kuribayashi
- miwa
- Miyu Nagase
- Mori Nana
- Naniwa Express
- Mucc
- Nami Tamaki
- Nana Kitade
- Natsume Mito
- Nico Touches the Walls
- NiZiU
- no3b/No Sleeves (AKB48) (2008–2013)
- Nobodyknows
- Nogizaka46
- Nothing's Carved in Stone
- Nozomi Sasaki
- NU'EST
- Obi Tenaka
- Orange Range
- Oreskaband
- Piko
- Polysics
- Porno Graffitti
- Prague
- Puffy AmiYumi (1996–2015)
- Rei Yasuda
- Rie fu
- Rina Chinen
- Rika Matsumoto
- Rize
- ROOKiEZ is PUNK'D
- Rythem
- Sachiko Kobayashi
- Sambomaster
- Sayaka Kanda
- Scandal
- School Food Punishment
- Seamo (2002–2011; 2019)
- Secret (2011–2013)
- Seiko Matsuda
- Siam Shade
- Shinichi Osawa
- Shion Tsuji
- Shoko Nakagawa
- SID
- Soul'd Out
- Soulhead
- Sowelu
- SPYAIR
- Stance Punks
- Stephanie
- Stereopony
- Subsonic Factor
- SunSet Swish
- Supercell
- T.M.Revolution
- Tacica
- Tamio Okuda
- The Boss
- The Boyz
- The Cro-Magnons
- the GazettE
- TiA
- Trần Đức Dũng (TnG) | Ca sĩ Việt Nam
- TOTALFAT
- Tomoko Kawase
- Tomohisa Sako
- Toshinobu Kubota
- The Six Dragons
- U-ka saegusa (1997–2002)
- UNLIMITS
- Uri Nakayama
- Utada Hikaru
- UVERworld
- ViViD
- Wonder Girls
- X Japan
- Yellow Generation
- Yoshida Brothers
- Younha
- Yui
- Yuna Ito
- Yuya Matsushita
- Zebrahead
- Zone
- Erik | Ca sĩ Việt Nam
- Đức Phúc | Ca sĩ Việt Nam